# (100842) 1998 HX19
(100842) 1998 HX19 es un asteroide perteneciente al cinturón de asteroides, región del sistema solar que se encuentra entre las órbitas de Marte y Júpiter, descubierto el 18 de abril de 1998 por el equipo del Lincoln Near-Earth Asteroid Research desde el Laboratorio Lincoln, Socorro, Nuevo México, Estados Unidos.

## Designación y nombre
Designado provisionalmente como 1998 HX19. 

## Características orbitales
1998 HX19 está situado a una distancia media del Sol de 2,773 ua, pudiendo alejarse hasta 3,190 ua y acercarse hasta 2,356 ua. Su excentricidad es 0,150 y la inclinación orbital 6,300 grados. Emplea 1687,30 días en completar una órbita alrededor del Sol.

## Características físicas
La magnitud absoluta de 1998 HX19 es 15,2. 